# ایو میلر
ایو میلر (نام زمان تولد مرلین میلر؛ ۸ اوت ۱۹۲۳ – ۱۷ اوت ۱۹۷۳) (به انگلیسی: Eve Miller) بازیگر آمریکایی بود که بین سال‌های ۱۹۴۵ تا ۱۹۶۱ در ۴۱ فیلم ظاهر شد. او در لس آنجلس کالیفرنیا متولد شد و در ون نایز، کالیفرنیا درگذشت. او در ۵۰ سالگی خودکشی کرد.